# Jamie Bissmire
Jamie Bissmire ist ein britischer DJ, Produzent und Labelbetreiber im Bereich der elektronischen Tanzmusik.
Bissmire wuchs in den 1980er-Jahren im Londoner Stadtteil Hornsey auf. Er ist der Gründer und Inhaber der beiden Labels Ground und 50HZ, auf dem auch einige Produktionen von Künstlern wie Umek, Ade Fenton, Ben Long und Chris McCormack erschienen sind, und er war an Musikprojekten wie zum Beispiel Thunderground beteiligt und ist Mitglied der Techno-Band Bandulu und des DJ-Duos Space DJz.
Bandulu und SpaceDJz waren bereits auf verschiedenen Veranstaltungen im In- und Ausland und in Clubs wie Omen und U60311 vertreten. Viele Produktionen wurden auch in der Hr3 Clubnight von DJs wie zum Beispiel Sven Väth gespielt.

## Space DJz
Auch durch die Zusammenarbeit mit Benjamin John Long wurde Bissmire bekannt, mit ihm entstanden einige Produktionen unter dem Namen Space DJz.
Gemeinsam als DJ-Duo legen Ben und Jamie seit Anfang der Neunziger auf. Bemerkenswert ist, dass hier häufig vier Plattenspieler und zwei Mixer (manchmal noch mit zusätzlichen Effektgeräten wie z. B. Alesis Air-FX und Samplern bestückt) zum Einsatz kommen.

### Diskografie (Auszug)
Mitte der 1990er-Jahre entstanden ursprünglich auf Infonet die erfolgreichen Tracks Side-on und Rock the House, die auf dem Label Ongaku Musik mit 10.000 Exemplaren wiederveröffentlicht wurden. 1999 erschien das in der Kritik gelobte Album On Patrol. Noch im selben Jahr erschien die erfolgreiche Produktion AK 47, die von sämtlichen Künstlern (zum Beispiel Oliver Ho und The Advent) geremixt wurde.